# Quanhe-Wonjong-Brücke
Die Quanhe-Wonjong-Brücke (auch Tumen-Brücke; chinesisch 图们江大桥, koreanisch 두만강대교; beides mit der Bedeutung „Tumen-Flussbrücke“) ist eine Straßenbrücke über den Tumen, der hier die Grenze zwischen der Volksrepublik China und Nordkorea bildet, genauer zwischen Chinas Provinz Jilin und der Besonderen Stadt Rasŏn in Nordkorea. Sie verbindet die Stadt Hunchun in Jilin über die Straße S 201 und die chinesische Grenzkontrolle in Quanhe sowie die nordkoreanische Grenzkontrolle in Wonjong und die Straße AH 32 mit Rajin in Rasŏn.

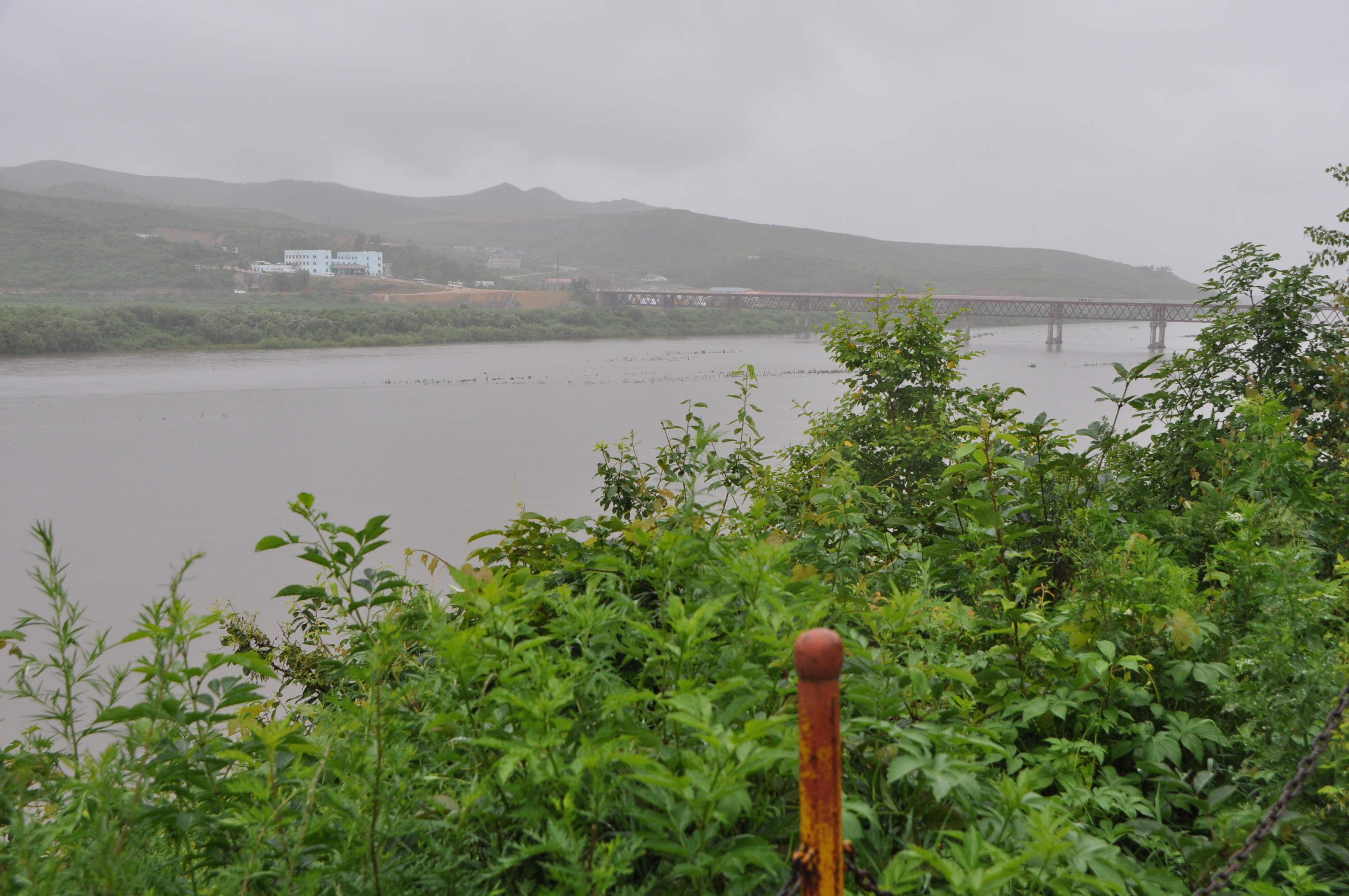
Alte Quanhe-Wonjong-Brücke

Sie wurde zwischen 2014 und 2020 von chinesischen Unternehmen errichtet und steht neben der alten, 1938 fertiggestellten Tumen-Brücke. Sie ist nicht zu verwechseln mit der 70 km Luftlinie entfernten Brücke, die die chinesische Stadt Tumen über den Fluss Tumen mit dem nordkoreanischen Ort Namyang verbindet und die zwischen 2017 und 2021 ebenfalls durch einen Neubau ersetzt wurde. Neben der Straßenbrücke gibt es dort 600 m flussaufwärts noch eine Eisenbahnbrücke. Die Brücke der koreanisch-russischen Freundschaft steht 20 km Luftlinie flussabwärts auf der nur 17 km langen Grenze zwischen Nordkorea und Russland.
Die neue Quanhe-Wonjong-Brücke hat 2 × 2 Fahrspuren, die durch eine Betonschutzwand getrennt sind, und je einen Pannenstreifen. Sie ist 538 m lang und 22 m breit. Sie endet an beiden Ufern in den jeweiligen Grenzkontrollbereichen.
Die alte Brücke wurde 1938 von der japanischen Besatzungsmacht errichtet. Es ist eine 535 m lange und 6,6 m breite stählerne Fachwerkbrücke mit obenliegender Fahrbahn. Sie wurde 2010 nach längerer Renovierung wiedereröffnet. Danach wurde die zuvor unbefestigte Straße nach Rajin neu gebaut und 2012 eröffnet.